# Cercosaura nigroventris
Cercosaura nigroventris — вид ящірок родини гімнофтальмових (Gymnophthalmidae). Ендемік Венесуели.

## Поширення і екологія
Cercosaura nigroventris відомі з типової місцевості, розташованої на тепуї Серро-Гуанай у венесуельському штаті Болівар, на висоті 1650 м над рівнем моря.